# Life’s Intense Mystery
Life’s Intense Mystery ist ein Jazzalbum von Burton Greene, Damon Smith und Ra Kalam Bob Moses. Die am 17. Oktober 2017 im Veranstaltungsort The Lily Pad in Cambridge, Massachusetts, entstandenen Aufnahmen erschienen am 10. Mai 2019 auf Astral Spirits. Es war eine der letzten Veröffentlichungen des Pianisten Burton Greene, der Ende Juni 2021 starb.

## Hintergrund
Burton Greene, der auf einem Hausboot in Amsterdam lebte, hatte seit 1969 seinen Lebensmittelpunkt in Europa, kehrte aber gelegentlich in die USA für Tourneen zurück. 80-jährig spielte er 2017 mit dem Bassisten Damon Smith und dem Schlagzeuger Ra Kalam Bob Moses; es war die erste musikalische Begegnung der drei Musiker.

## Titelliste
- Burton Greene, Damon Smith, Ra Kalam Bob Moses: Life’s Intense Mystery (Astral Spirits AS090, Monofonus Press MF193)[2]

1. Life's Intense Mystery Pt. 1 15:49
2. Life's Intense Mystery Pt. 2 6:24
3. Anything that Ain't Yes, Get Rid of It 6:09
4. Perc-Waves (or Percussion Waves) 10:43
5. Kid Play 4:40
6. Life's Intense Mystery Pt. 3 .8:38

Die Kompositionen stammen von Burton Greene, Damon Smith und Ra Kalam Bob Moses.

## Rezeption
Phil Freeman zählte das Album in Stereogum zu den besten Neuveröffentlichungen des Monats und schrieb, auf diesem Album werde Greene von einem weiteren Veteranen begleitet, dem Schlagzeuger Ra Kalam Bob Moses, dessen Schlagzeug eine martialische, pochende Qualität habe und dessen Kit aufgenommen wurde, als hätte er es nicht aus dem Schrank genommen, bevor er angefangen habe, zu spielen. Diese an Marschmusik erinnernde Qualität werde besonders bei „Anything that Isn't Yes, Get Rid of It“ deutlich, wo Greene die Dinge solo beginnt und praktisch die Tasten schlägt, während er eine Monk-ähnliche Melodie auskippe, die in ihrer stampfenden Einfachheit fast Musik aus der Ära vor dem Jazz sei, und der Bassist und Schlagzeuger treten nur langsam hinter ihm hervor, wobei der eine gestrichene Borduntöne freisetze und der andere klappere und hämmere.
Franpi Barriau meinte in Citizen Jazz, wenn es um ein egalitäres Trio ginge, um ein Dreieck, das so gleichschenklig wäre, dass es für sich allein schon einzigartig wäre, dann wäre Life's Intense Mystery eines der anschaulichsten Studienobjekte. Es gebe keine Persönlichkeit, die hier hervorsteche. Eher [spielten hier] drei Individuen, die ihre ganze Geschichte und vergangene Kollaborationen aufgeben, um ein Ganzes neu zu erfinden. Und sogar ein gemeinsames Spiel, denn der Zusammenhalt zwischen den Teilen sei in den entscheidenden Momenten dieses ersten gemeinsamen Albums stark. Das Angenehme hier, neben der Kraft und Einfachheit, so der Autor in seinem Resümée, liege in der Empfindung eines ständig in Frage gestellten Produktes, in dem Blut und Leben pulsieren und das man mit Gewohntem nicht vergleichen könne, was sehr erfrischend sei.